# Галактическая система координат

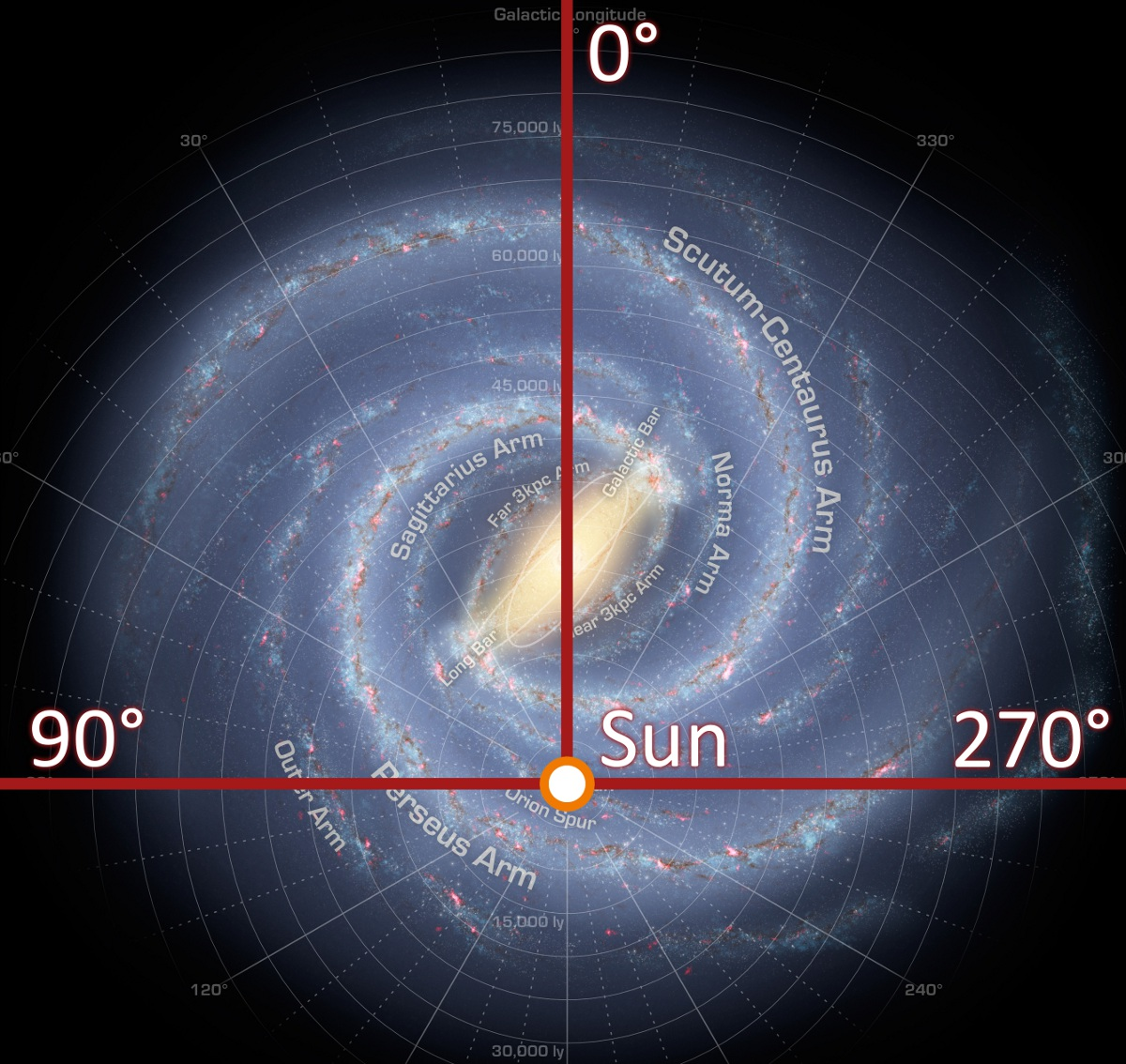
Млечный Путь в представлении художника на основе данных телескопа «Спитцер». Выделены градусы галактической долготы (l) относительно Солнца. Радиальные отметки показывают расстояние с шагом 5 тыс. св. лет.

Галактическая система координат — это система небесных координат, имеющая начало отсчёта в Солнце и направление отсчёта от центра галактики Млечный Путь. Плоскость галактической системы координат совпадает с плоскостью галактического диска. Подобно географическим, галактические координаты имеют широту и долготу.

## Обозначения

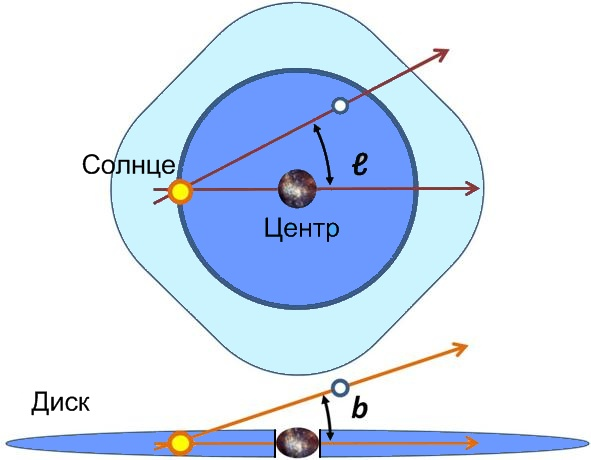
Гал. долгота (l) измеряется как угол по гал. плоскости от прямой Солнце-Центр галактики до объекта. Гал. широта (b) измеряется как угол над/под гал. плоскостью (гал. Диском).

Широта и долгота в галактической системе координат обозначаются латинскими буквами b и l соответственно. Галактическая широта отсчитывается от галактической плоскости к объекту, используя Солнце в качестве вершины, она может принимать значения от −90° до +90°. Галактическая долгота отсчитывается в плоскости Галактики, от оси, соединяющей Солнце и галактический центр в ту же сторону, что и прямое восхождение во второй экваториальной системе координат, галактическая долгота всегда заключена в пределах от 0 до 360°. Северный полюс Галактики находится в созвездии Волосы Вероники:73.  Южный полюс Галактики находится в созвездии Скульптора.

## Определение
Международный астрономический союз определил галактическую систему координат относительно экваториальной системы координат в 1958 году на X Генеральной ассамблее в Москве . Галактический северный полюс был определён по прямому восхождению 12ч 49м (192°,25) и склонению +27,4° по эпохе B1950. Восходящий узел галактического экватора на небесном экваторе, до 1958 года служивший точкой отсчёта галактических долгот, в новой системе имеет долготу 33°. По текущей эпохе J2000.0 северный полюс определяется по координатам 12ч 51м 26,282с и +27° 07′ 42,01″.

## Переход от второй экваториальной

Третий астрономический треугольник (розовый GRP), галактическая (зелёная KCK') и вторая экваториальная (жёлтая QCQ') системы координат. Синим гал. долгота (l), гал. широта (b). S - центр небесной сферы, R - объект, В - направление на центр галактики, G - северный и G' - южный гал. полюсы, KK' - гал. экватор, QQ' - небесный экватор. C - точка пересечения экватора, δ' - наклон GG' к QQ'. P - северный и P' южный полюсы мира.

Начертим плоскость галактического экватора KSK' и перпендикулярную к ней линию GSG', соединяющую северный галактический полюс G, Солнце и южный галактический полюс G'. Проведём также наклонённую на δ' = +27,4° (для эпохи B1950) к линии GSG' ось мира PSP' и перпендикулярную к оси мира плоскость небесного экватора QCQ'. Обозначим α — прямое восхождение объекта, δ — его склонение, R — сам объект, b — его галактическую широту и l — галактическую долготу, α' = 192,25° (♈︎Q'Q) (12h 49m для эпохи B1950) — прямое восхождение северного галактического полюса, l' =  33° (BC) + 90° (CK) = 123° (BK) (для эпохи B1950) — галактическую долготу северного полюса мира P. Тогда галактическую и вторую экваториальную систему координат свяжет сферический треугольник GPR, называемый третьим астрономическим треугольником:74. GP — полярное расстояние галактического полюса (GP = 90° - δ'). PR — полярное расстояние объекта (PR = 90° - δ). GR - угловое расстояние объекта от галактического полюса (GR = 90° - b). Угол P = α - α'. Угол G = l' - l.
Формулы перехода от второй экваториальной системы координат к галактической системе координат имеют следующий вид:
{\displaystyle \sin b=\sin \delta \sin \delta '+\cos \delta \cos \delta '\cos(\alpha -\alpha '),}
{\displaystyle \cos b\sin(l'-l)=\cos \delta \sin(\alpha -\alpha '),}
{\displaystyle \cos b\cos(l'-l)=\cos \delta '\sin \delta -\sin \delta '\cos \delta \cos(\alpha -\alpha ').}
Для эпохи J2000.0 и других эпох в эти формулы нужно подставить соответствующие эпохе значения α', δ', l'.
Последовательность применения формул сферической тригонометрии к сферическому треугольнику GPR такая же, как при выводе подобных формул для эклиптической системы координат: теорема косинусов, теорема синусов и формула пяти элементов. По теореме косинусов имеем: 
{\displaystyle \cos(90^{\circ }-b)=\cos(90^{\circ }-\delta ')\cos(90^{\circ }-\delta )+\sin(90^{\circ }-\delta ')\sin(90^{\circ }-\delta )\cos(\alpha -\alpha '),}
{\displaystyle \sin b=\sin \delta '\sin \delta +\cos \delta '\cos \delta \cos(\alpha -\alpha ').}
Первая формула получена. Теперь к тому же сферическому треугольнику применяем теорему синусов:
{\displaystyle {\frac {\sin(90^{\circ }-\delta )}{\sin(l'-l)}}={\frac {\sin(90^{\circ }-b)}{\sin(\alpha -\alpha ')}},}
{\displaystyle \cos b\sin(l'-l)=\cos \delta \sin(\alpha '-\alpha ).}
Вторая формула получена. Теперь применяем к нашему сферическому треугольнику формулу пяти элементов:
{\displaystyle \sin(90^{\circ }-b)\cos(l'-l)=\cos(90^{\circ }-\delta )\sin(90^{\circ }-\delta ')-\sin(90^{\circ }-\delta )\cos(90^{\circ }-\delta ')\cos(\alpha -\alpha '),}
{\displaystyle \cos b\cos(l'-l)=\sin \delta \cos \delta '-\cos \delta \sin \delta '\cos(\alpha -\alpha ').}
Третья формула получена. Итак, все три формулы получены из рассмотрения одного сферического треугольника.

### Переход ко второй экваториальной
Формулы перехода от галактической системы координат ко второй экваториальной системе координат, применяемые реже, чем формулы перехода от второй экваториальной к галактической системе координат, выводятся при рассмотрении того же сферического треугольника, применяя к нему те же формулы сферической тригонометрии, что и при обратном переходе. Они имеют следующий вид:
{\displaystyle \sin \delta =\sin \delta '\sin b+\cos \delta '\cos b\cos(l'-l),}
{\displaystyle \cos \delta \sin(\alpha -\alpha ')=\cos b\sin(l'-l),}
{\displaystyle \cos \delta \cos(\alpha -\alpha ')=\cos \delta '\sin b-\sin \delta '\cos b\cos(l'-l).}